# Elaphoglossum glaucum
Elaphoglossum glaucum là một loài thực vật có mạch trong họ Lomariopsidaceae. Loài này được T. Moore mô tả khoa học đầu tiên năm 1857.